# Procapreolus
Procapreolus — викопний вид ссавців з родини оленевих (Cervidae). Знайдено понад 20 скам'янілостей цього роду в багатьох країнах Євразії від Франції до Китаю (зокрема й в Україні). Види цієї групи важили від 25 до 50 кг. Вони були близькими родичами або, можливо, навіть предками сучасних сарн, від яких вони відрізнялися більш тонкими рогами та довшими верхніми іклами. «Палеобіологічна база даних» наводить 7 видів цього роду: Procapreolus cusanus, Procapreolus florovi, Procapreolus graecus, Procapreolus latifrons, Procapreolus loczyi, Procapreolus ukrainicus.